# سواونو (استان ووتسکی)
سواونو (به لهستانی:  Sławno) یک روستا در لهستان است که در گمینا سواونو (استان ووتسکی) واقع شده‌است. سواونو ۳۸۴ نفر جمعیت دارد.